# لجان الإشراف على أبحاث الخلايا الجذعية الجنينية
دعت الأكاديميات القومية إلى إنشاء لجان الإشراف على أبحاث الخلايا الجذعية الجنينية في إرشاداتها لعام 2005 لأبحاث الخلايا الجذعية البشرية الجنينية لإدارة الاهتمام بالجوانب الأخلاقية والقانونية في أبحاث الخلايا الجذعية الجنينية البشرية. نظرًا لتعقيد وحداثة العديد من القضايا التي ينطوي عليها هذا البحث، تعتقد اللجنة الإرشادية أن جميع المؤسسات البحثية المشاركة في أبحاث الخلايا الجذعية الجنينية البشرية يجب أن تنشئ هذه اللجان وتحافظ عليها على المستوى المحلي.
تم المزيد من التوضيح لتشكيل ومسؤوليات لجان الإشراف على أبحاث الخلايا الجذعيّة الجنينيّة في التعديلات الخاصة بإرشادات الأكاديميات القومية لأبحاث الخلايا الجذعية البشرية، والتي صدرت في فبراير 2007.

## المنظمة
توضح إرشادات الأكاديميات القومية أن الأنشطة المتعلقة بأبحاث الخلايا الجذعية الجنينية يجب أن تشرف عليها لجنة الإشراف على أبحاث الخلايا الجذعيّة الجنينيّة. يمكن أن تكون هذه اللجان داخلية لمؤسسة واحدة أو يتم إنشاؤها بالاشتراك مع واحدة أو أكثر من المؤسسات الأخرى. وبدلاً من ذلك، قد تتم مراجعة مقترحات المؤسسة من قبل لجنة الإشراف على أبحاث الخلايا الجذعيّة الجنينيّة التابعة لمؤسسة أخرى أو من قبل لجنة مستقلة عن الإشراف على أبحاث الخلايا الجذعيّة الجنينيّة. تمت مناقشة العديد من هذه التغييرات في تعديلات 2007.

## التكوين
تم تخصيص تشكيل لجان الإشراف على أبحاث الخلايا الجذعيّة الجنينيّة لتشمل التمثيل للعامة والناس والأشخاص ذوي الخبرة في علم الأحياء التطوري، وأبحاث الخلايا الجذعية، والبيولوجيا الجزيئية، وتقنيات التلقيح بالمساعدة، والقضايا الأخلاقية والقانونية في أبحاث الخلايا الجذعية الجنينية البشرية. أوضحت تعديلات عام 2007 أن التمثيل للعامة يجب أن يكون مستقل وعلمانى بالإضافة إلى مجالات الخبرة العلمية المدرجة.
على الرغم من أن لجان الإشراف على أبحاث الخلايا الجذعيّة الجنينيّة قد تتداخل مع لجان الرقابة الأخرى، فلا ينبغي أن تكون لجنة فرعية تابعة لمجلس المراجعة المؤسسية، حيث تمتد مسؤولياته إلى ما هو أبعد من حماية العناصر البشرية.

## المسؤوليات
تستند الإرشادات على العديد من المسؤوليات للجان الإشراف على أبحاث الخلايا الجذعيّة الجنينيّة:
- توفير الإشراف على جميع القضايا المتعلقة بالاستنتاج
- مراجعة واعتماد الاستحقاق العلمي لبروتوكولات البحث
- مراجعة الامتثال لكل ما يتعلق باللوائح والارشادات نحو أبحاث الخلايا الجذعية الجنينية البشرية الداخلية
- الاحتفاظ بسجلات لأبحاث الخلايا الجذعية الجنينية البشرية التي أجريت في المؤسسة وخطوط خلايا hES المستنتجة أو التي تم الحصول عليها من قبل باحثي المؤسسة
- تيسير تعليم الباحثين المشاركين في أبحاث الخلايا الجذعية الجنينية البشرية.